# Ville apprenante
La notion de « ville apprenante » (en anglais learning city) est fondée sur la mobilisation des compétences et des connaissances informelles afin de mieux s'adapter aux changements sociaux, économiques et écologiques. Définie par l’UNESCO lors de la Conférence mondiale sur les villes apprenantes à Pékin en 2013,elle offre une vision plus humaine et sociale que celle de « ville intelligente » (en anglais smart city), puisqu'elle place l'éducation, à tous niveaux, au centre des politiques et des pratiques urbaines.

## Définition

### Principe
Si la ville intelligente utilise les technologies de l'information et de la communication (TIC) pour optimiser l'efficacité des opérations et des services urbains et se connecter aux citoyens, il en résulte qu’une multitude de compétences informelles (l'orientation dans un espace dense, l'anticipation des moments où tel ou tel lieu peut être animé, la maîtrise des usages dans les transports en commun, etc.) se voient transférées des citadins vers les outils numérique.
La notion de ville apprenante, elle, met en avant l’importance croissante de l’apprentissage dans un monde en rapide mutation, où les normes sociales, économiques et politiques sont constamment redéfinies. Elle se donne pour objectif de faire des citadins des apprenants permanents, plus à même de s’adapter aux changements qui interviennent dans leurs environnements, le tout dans une perspective de cohésion sociale, d’autonomisation des citoyens et de transition vers des sociétés résilientes et durables.

### De la ville intelligente à la ville apprenante
De nombreuses « smart cities » se font remarquer par l’usage des technologies et par leur capacité à apprendre du comportement de leurs habitants en captant des données en temps réel avant de les réinjecter dans les systèmes d’information de la ville. Pourtant, les prouesses numériques et le succès économique peut s’accompagner, comme dans le cas de la Silicon Valley, de certaines problématiques sociales : pauvreté du pronétariat (Joël de Rosnay), échec scolaire et délinquance juvénile élevés, inégalités sociales croissantes. De plus, si la ville regorge de savoirs et d’intelligence, c’est qu’elle aspire des cerveaux d’autres pays (50% des habitants de la Valley parlent une autre langue que l’anglais) bien plus qu’elle ne les crée.
Les villes intelligentes contribuent à l’innovation et produisent de nouvelles valeurs ajoutées, seulement pour être apprenantes, elles ne peuvent se contenter d’être connectées et hautement technologiques, elles doivent investir sur le bien vivre des hommes et les femmes qui les habitent. La généralisation des technologies ne peut être efficiente que si chacun dispose des moyens pour en profiter. À l’inverse, des écarts de richesses trop importants peuvent conduire à de l’insécurité et des tensions si bien que la ville se met en danger elle-même.

## Réseau mondial des villes apprenantes de l’UNESCO
Créé en octobre 2013 par la Déclaration de Pékin, le Réseau mondial UNESCO des villes apprenantes (GNLC) est un réseau d’envergure internationale qui entend faire circuler l’inspiration, les savoir-faire et les bonnes pratiques entre les villes. Le réseau favorise la réalisation des 17 Objectifs de développement durable (ODD), en particulier l’Objectif 4 (« Garantir une éducation de qualité, sans exclusion, équitable, avec possibilités d'apprentissage pour tous tout au long de la vie ») et l’Objectif 11 (« Faire des villes et des établissements humains des endroits sans exclusion, sûrs, résilients et durables »).
Le travail du Réseau se fonde sur deux documents clés : la Déclaration de Pékin sur la création des villes apprenantes et les Caractéristiques clés des villes apprenantes.

### Définition des villes apprenantes selon la Déclaration de Pékin
- mobilise efficacement toutes ses ressources afin de promouvoir un apprentissage inclusif de l’éducation de base à l’enseignement supérieur
- ravive l’apprentissage au sein des familles et des communautés
- facilite l’apprentissage pour l’emploi et au travail
- étend l’usage des techniques modernes d’apprentissage
- renforce la qualité et l’excellence dans l’apprentissage
- favorise une culture de l’apprentissage tout au long de la vie

### Caractéristiques-clés des villes apprenantes
- un climat culturel d’ouverture et de tolérance,
- une volonté politique de développer un territoire et une communauté au bénéfice de tous,
- des acteurs économiques, éducatifs, associatifs engagés et soutenus,
- des espaces de rencontre, de partage de valeurs et d’idées,
- des moyens d’investir dans le futur.

### Liste des membres
Le 23 septembre 2020, cinquante-quatre villes de vingt-sept pays ont rejoint le GNLC, portant à 229 le nombre total de villes membres, réparties dans 64 pays. Plus de 30% des États de la planète compte au moins une ville apprenante. En Europe, on peut citer : Turin et Trieste (Italie), Gelsenkirchen et Hambourg (Allemagne), Viladecans (Espagne), Bristol et Swansea (Royaume-Uni) ainsi que Clermont-Ferrand ou Montpellier (France). D’autres pays européens en comptent un plus grand nombre : le Portugal (14) et la Grèce (9, dont Athènes). C’est la Corée du Sud qui compte le plus de membres avec cinquante villes apprenantes. Les gouvernements nationaux jouent un rôle dans la création de stratégies permettant d’édifier des sociétés apprenantes, mais les changements durables exigent un engagement à l’échelle locale, ville après ville.

## Exemples en France
- Clermont-Ferrand est devenue la première ville de France à intégrer le réseau mondial des villes apprenantes de l’UNESCO en 2017, suivie par Mantes-la-Jolie, Évry-Courcouronnes et Montpellier. La métropole auvergnate concentre plus de 35 000 étudiants et 6 000 chercheurs dans ses laboratoires de recherche et mène une action ciblée sur la promotion d’un apprentissage inclusif, de l’éducation de base à l’enseignement supérieur[9].

- À Évry-Courcouronnes, des stratégies ont été déployées pour assurer la continuité de l'apprentissage pendant la pandémie de la COVID-19, notamment le suivi des familles les plus vulnérables avec le prêt d’appareils pour celles n'ayant ni ordinateur, ni accès à Internet et des visites à domicile si nécessaire. Une plateforme numérique en libre accès a également été développée en collaboration avec les partenaires culturels de la ville pour d’entretenir la motivation des apprenants pendant cette période d'apprentissage à distance et permettre l'accès à un maximum de ressources[10].

En temps de crise, le paradigme de la « ville apprenante » atteint le maximum de ses potentialités car il permet de repérer les compétences et les aptitudes individuelles pour les mettre au service de l'intérêt général.